# Rebelión persa
La Revuelta persa , como se le conoce, fue la primera vez que la provincia unificada de la antigua Persis , después de la presentación voluntaria de los asirios y los medos dos veces anteriores, declaró su independencia, y comenzó su revolución, ya que más tarde se separa del Imperio medo . Sin embargo, se desconoce si su sometimiento era oficial. La revuelta fue provocada por las acciones de Astiages , el gobernante de media , que se extendió a otras provincias, que se aliaron con los persas. La guerra duró desde 552 a. C. hasta el 550 a. C. Los medos tenían los primeros éxitos en las batallas, pero la remontada por Ciro el Grande y el ejército era demasiado abrumador, y los medos fueron finalmente conquistados por 549 a. C.
Así, el primer imperio oficial persa nació. Todo comenzó el verano 553 a. C., y dio lugar a la aparición de Persia .